# 벽 (1983년 영화)
《벽》(The Wall, Duvar)은 터키, 프랑스에서 제작된 일마즈 귀니 감독의 1983년 영화이다. 턴셀 커티스 등이 주연으로 출연하였고 마린 카미츠 등이 제작에 참여하였다. 1983년 칸 영화제에 출품되었다.

## 출연

### 주연
- 턴셀 커티스
- 아이세 에멜 메시 쿠레이

### 조연
- 말릭 베리치
- Ziya

## 기타
- 배역: Rauf Dursun